# Famille Anséric de Montréal
Pour les articles homonymes, voir Anséric.
 (juillet 2024).
Si vous disposez d'ouvrages ou d'articles de référence ou si vous connaissez des sites web de qualité traitant du thème abordé ici, merci de compléter l'article en donnant les références utiles à sa vérifiabilité et en les liant à la section « Notes et références ».
Les Anséric furent les seigneurs de Montréal (bourg fortifié proche d'Avallon) du XIe siècle au XIIIe siècle.
Cette puissante famille, vassale des ducs de Bourgogne et des comtes de Champagne, compta parmi ses membres Anséric III, sénéchal de Bourgogne de 1150 à sa mort, puis Anséric IV, grand sénéchal de Bourgogne. Elle possédait de nombreuses terres, tant en Bourgogne qu'en Champagne. On doit à Anséric II la construction de la collégiale de Montréal. Anséric IV épousa Sybille, nièce du duc de Bourgogne. Le dernier, Anséric VII, devenu seigneur pillard, fut dépossédé de ses biens par le duc de Bourgogne en 1255 et enfermé dans la forteresse de Châtel-Gérard.

## Historique

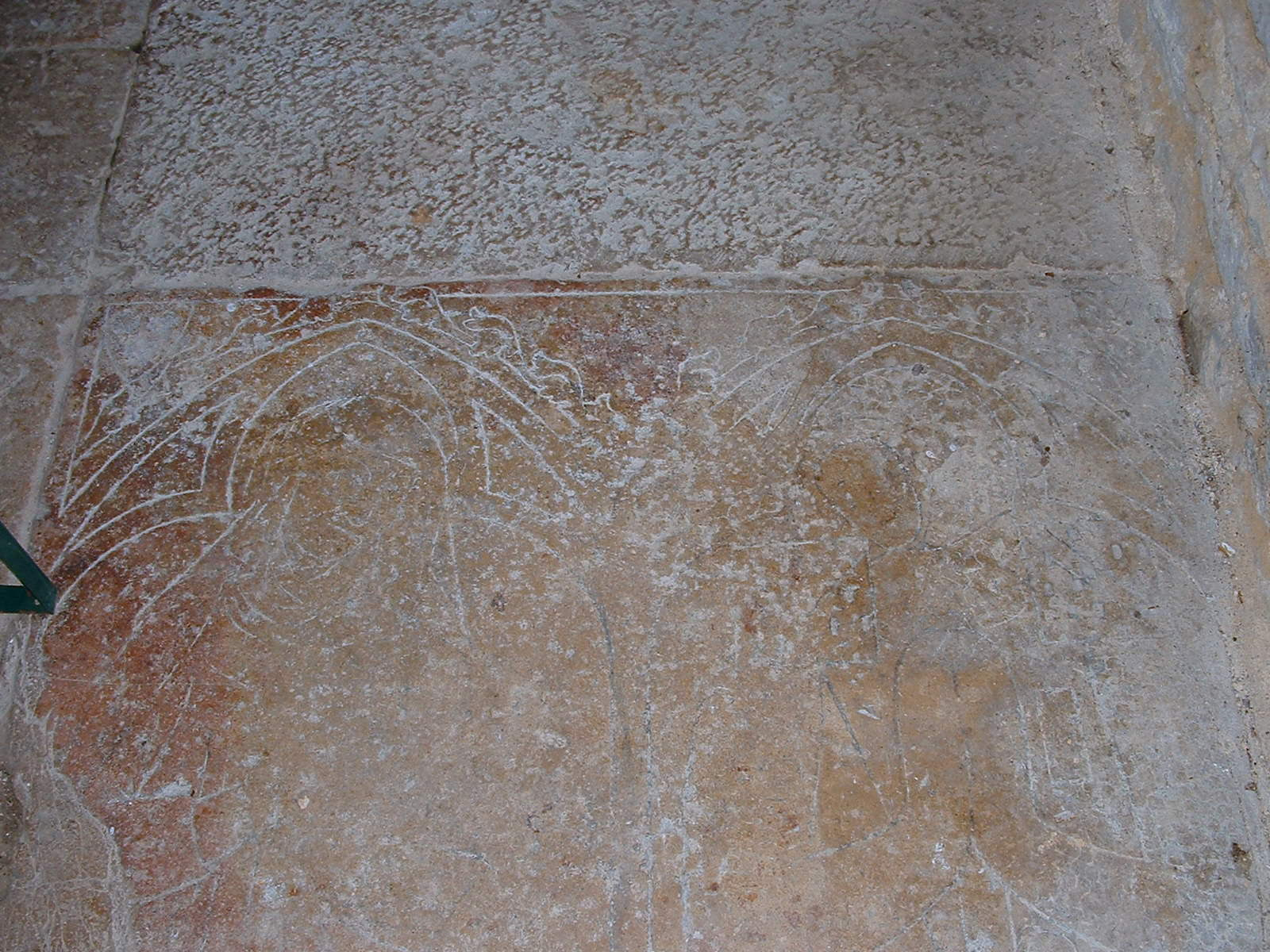
Pierre tombale d'Anséric et de son épouse Nicole de Vergy.

Montréal est déjà une seigneurie importante lorsqu'apparaît vers la fin du XIe siècle le premier Anséric, d'une famille champenoise originaire de Chacenay et apparentée aux sires de Noyers. Mais le bourg a été pillé par les Normands et assiégé plusieurs fois par le comte de Nevers, Landry, au début du XIe siècle. En effet, par son emplacement aux limites du duché de Bourgogne et des comtés de Champagne et de Nevers, par la configuration naturelle de son site, Montréal suscite la convoitise et les assauts de ses puissants voisins.
Les premiers Anséric relèvent la petite cité de ses ruines, favorisent son développement en encourageant le commerce et en l'entourant de remparts. Ils se constituent une seigneurie dans l'Avallonnais et le Tonnerrois. Vassaux des ducs de Bourgogne, ils dépendent également des comtes de Champagne pour certaines de leurs terres. Par un habile jeu politique, ils s'attirent ainsi les bonnes grâces des uns et des autres. Ils possèdent aussi L'Isle sous Montréal.

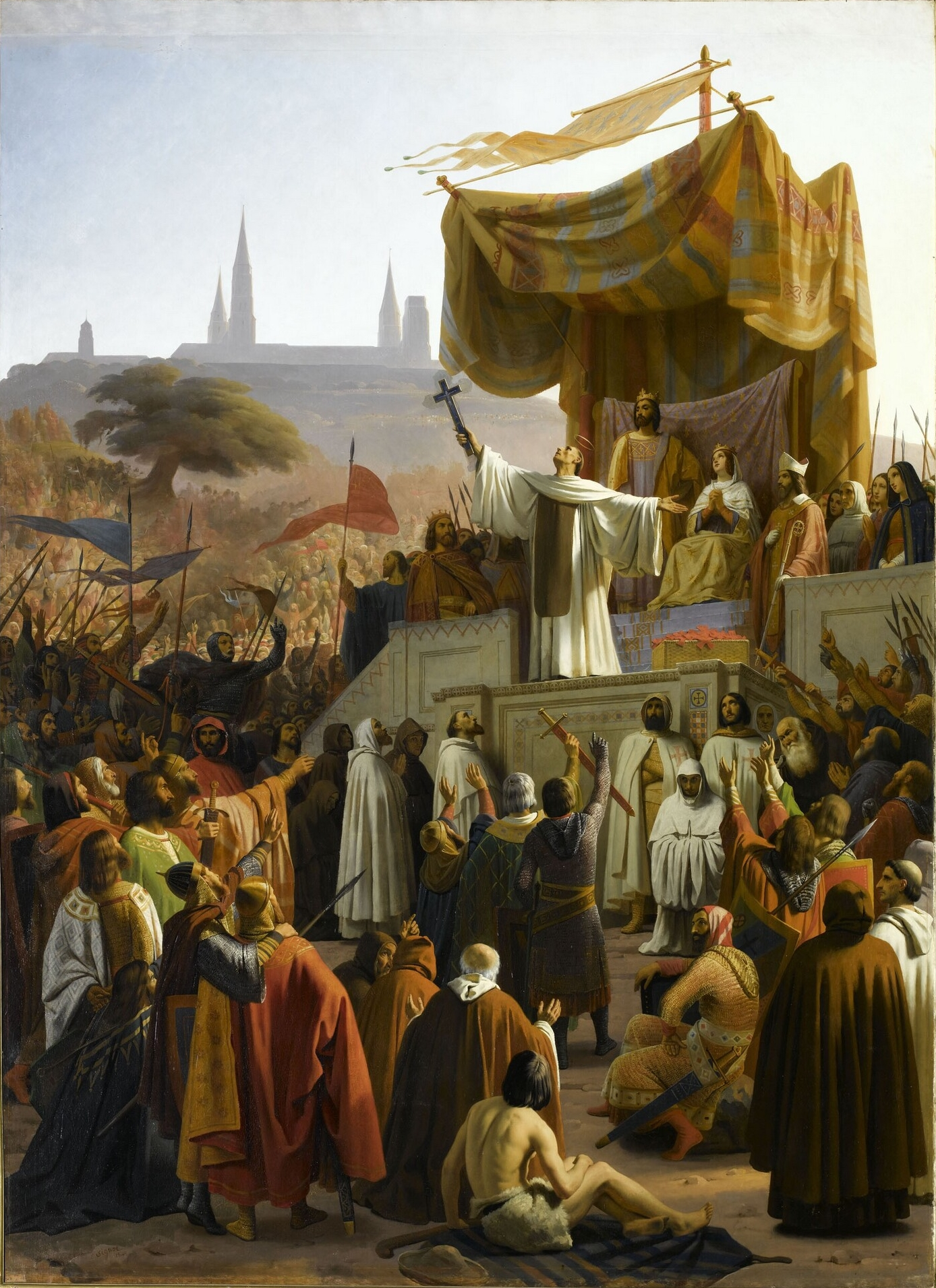
Saint-Bernard prêchant la deuxième croisade à Vézelay en 1146.

Dans la seconde moitié du XIIe siècle, les seigneurs de Montréal accèdent aux premières places du duché : Anséric III reçoit la fonction de sénéchal de Bourgogne, c'est-à-dire de chef des armées ducales, de son retour de croisade en 1150 jusqu'à sa mort en 1174. Son fils Anséric IV accède à la même dignité ; il meurt en croisade au siège de Saint-Jean-d'Acre en 1191. Plusieurs actes donnent à Anséric IV le titre de comte de Montréal, titre qui n'était porté que par les plus grands seigneurs.
La réussite des Anséric, comme il était fréquent à l'époque, passe également par des alliances prestigieuses : en 1170 Anséric IV épouse Sybille, fille de Hugues le Roux et nièce du duc Eudes II. Les Anséric avaient contracté des alliances avec les maisons de Montbard, de Courtenay, de Vergy, de Thil, de Saint-Florentin, etc. Ils eurent aussi Arcis (par le mariage d'Anséric III) et Pisy.

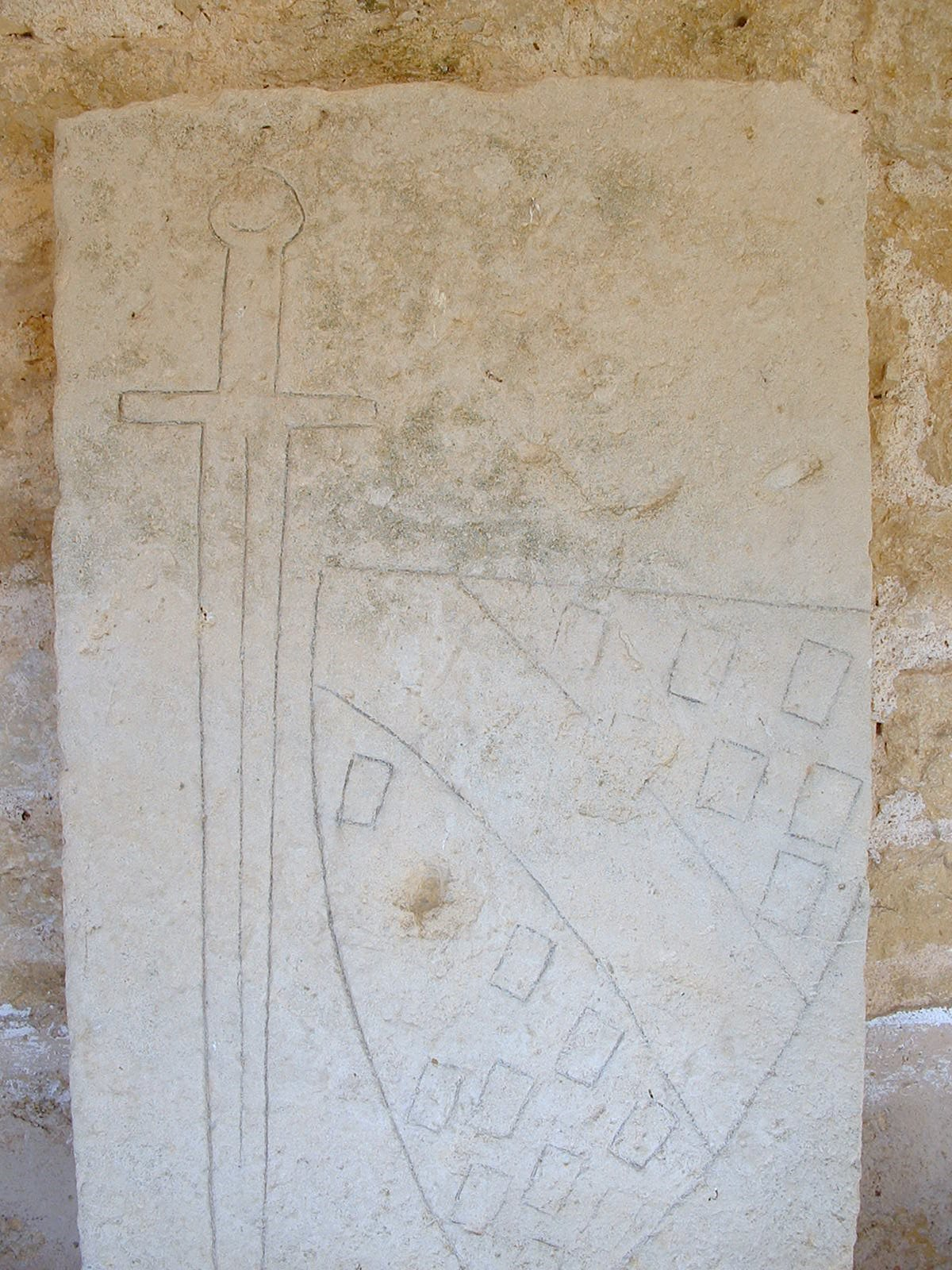
Pierre tombale du dernier Anséric.

Les Anséric œuvrent pour le salut de leur âme par de nombreuses fondations religieuses : collégiale et chapitre de Montréal, prieurés de Montréal, de Saint-Jean les Bonhommes, de Vausse (1200). Un fils d'Anséric IV, Hugues de Montréal, est même évêque de Langres de 1219 à 1232.
Pourtant Anséric VII, dernier du nom, laisse derrière lui un sinistre souvenir. Ruiné, il opprime des établissements religieux et assassine un chanoine. Le roi saint Louis ordonne au duc de Bourgogne Hugues IV (et semble-t-il aussi au comte de Champagne Thibaut IV, beau-père du duc Hugues par sa fille Béatrix) de mettre fin aux agissements de son vassal. Celui-ci le dépossède de ses biens et titres en 1255 (dont Montréal et L'Isle-sous-Montréal) et le fait enfermer à Châtel-Gérard, dans l'ancien château des Anséric.
Le duc donne la seigneurie de Montréal à son fils cadet Hugues, également vicomte d'Avallon. Il en fait sa résidence principale et est dès lors connu sous le nom d'Huguenin de Montréal. À sa mort en 1288, Montréal est annexé par les ducs de Bourgogne, qui y nomment un capitaine et y séjournent de temps à autre. 
Si les Anséric de Montréal se sont éteints avec Anséric VII, une branche distincte issue d'Anséric III (ou d'Anséric VI ?) subsiste : celle des Beauvoir-Chastellux puis Chastellux, qui possède encore le château de Chastellux.

### Blasonnement
|  | Blason des Montréal (au début du XIIe siècle): D'azur à la bande ondée d'or. |

Après l'affranchissement de Montréal en 1228, ce blason est resté un temps celui de la commune.

## Filiation
Présentation de la filiation de la maison de Montréal, à partir des tableaux généalogiques présentés par Petit (1894).

Note : la numérotation des Anséric est donnée sous réserve, les textes étant souvent contradictoires. Les dates correspondent aux premières et aux dernières mentions dans la documentation, sauf mentions contraires. 
- Anséric Ier de Montréal fonde le prieuré Saint-Bernard de Montréal (1012), ∞ Dame de Chacenay.
  - Milon, seigneur de Chacenay, ∞ Alix ou Adélaïde.
    - Hugues († av. 1119), sire de Montréal, ∞ Elvis/Helvide de Baudement ;
    - Anséric III (1119, 1174), seigneur de Montréal et Montmirail, sénéchal de Bourgogne, ∞ (1) N.N., ∞ (2) Aluidis /Alvidis de Pleurre, veuve du sire de Montmirail.
participe à la deuxième croisade, répondant à l'appel de saint Bernard à Vézelay en 1146. À son retour en 1150, il fait construire la collégiale de Montréal. Sénéchal de Bourgogne de 1150 jusqu'à sa mort.
      - Anséric IV (v. 1164, † 1191), seigneur de Montréal, grand sénéchal de Bourgogne, ∞ Sibille/Sybille, fille d'Hugues le Roux et d'Isabelle des comtes de Thiern-Chalon et nièce du duc de Bourgogne Eudes II. 
Il achève d'embellir la collégiale de Montréal et comble le chapitre de ses libéralités ainsi que les monastères de Pontigny, de Reigny, de Molesme, etc. Il participe à la troisième croisade et meurt en 1191 sous les murs de Saint-Jean d'Acre, avec son frère cadet Jean Ier d'Arcis qui l'a accompagné.
        - Anséric V († 1223), ∞ Nicolette/Nicole de Vergy, sœur de la duchesse Alix, régente du duché. 
fonde le prieuré de Vausse.
          - Anséric VI (1223, 1228), seigneur de Montréal, ∞ Agnès de Thil.
            - Anséric VII († 1267/69), seigneur de Montréal, ∞ Marie de Garlande, comtesse de Grandpré (veuve de Henri IV de Grandpré).
Il attire la colère du roi saint Louis à cause des exactions dont il se rend coupable. Le roi ordonne au duc de Bourgogne de mettre fin aux agissements de son vassal. Dépossédé de ses biens en 1255, enfermé dans la forteresse de Châtel-Gérard, où il meurt.
              - N.N., ∞ le fils du sire d'Époisses.

            - Jean († v. 1289), seigneur d'Athie et de Pont-d'Aisy, ∞ (1) Marguerite, ∞ (2) Agnès.
              - Gui (1269, 1305), écuyer, seigneur d'Athie, ∞ Marie de Courtenay.
              - Jeannette (1269), morte jeune.
              - Agnès (1269, 1292), ∞ Eudes Besors/Bazort, chevalier, seigneur de Villarnout (Bussières).
              - Béatrice (1269, 1296), ∞ Jacques, sire de La Roche-en-Brenil.
              - Luquette (1293), ∞ Gautier, chevalier, seigneur de Saint-Florentin.

            - Séguin, commandeur de Saulce-d'Island (1242).

          - N.N., ∞ Gautier, seigneur d'Arzillières.

        - Jean (1180, 1224), seigneur de Tart, ∞ (1) Béatrice, ∞ (2) Nicolette de Magny.
d'où la suite des seigneurs de Tart.
        - Mile (1183, † 1215), miles (1201).
        - Gui (1216, 1221), sire de Beauvoir et Chastellux, ∞ Alvidis.
d'où la tige des Beauvoir-Chastellux.
        - André, seigneur de Marmeaux
d'où la tige des seigneurs de Marmeaux, seigneurs de Ravières.
        - Hugues de Montréal († 1231), évêque de Langres et pair de France.

      - Jean Ier (1164, † 1189), seigneur d'Arcis-sur-Aube, Pisy, croisé, ∞ Hellissant, dont postérité. 
d'où la suite des seigneurs d'Arcis-sur-Aube, Pisy.
      - Elvis/Helvide (1164, † 1210), ∞ André (Ier) de Montbard
d'où la suite des Montbard-Époisses
      - Gui/Guy (1179?, 1199), seigneur de Beauvoir.

    - Anséric II († v. 1137), seigneur de Chacenay, ∞ Humbeline
d'où la suite des seigneurs de Chacenay (voir maison de Chacenay).

## Spectacle historique
L'histoire des Anséric et de Montréal du XIe siècle au XIIIe siècle est racontée dans le spectacle de rue historique « Le vœu d'Anséric », présenté en juillet et août par les bénévoles de l'association "Montréal en lumière" (site officiel).